# Lave pāhoehoe

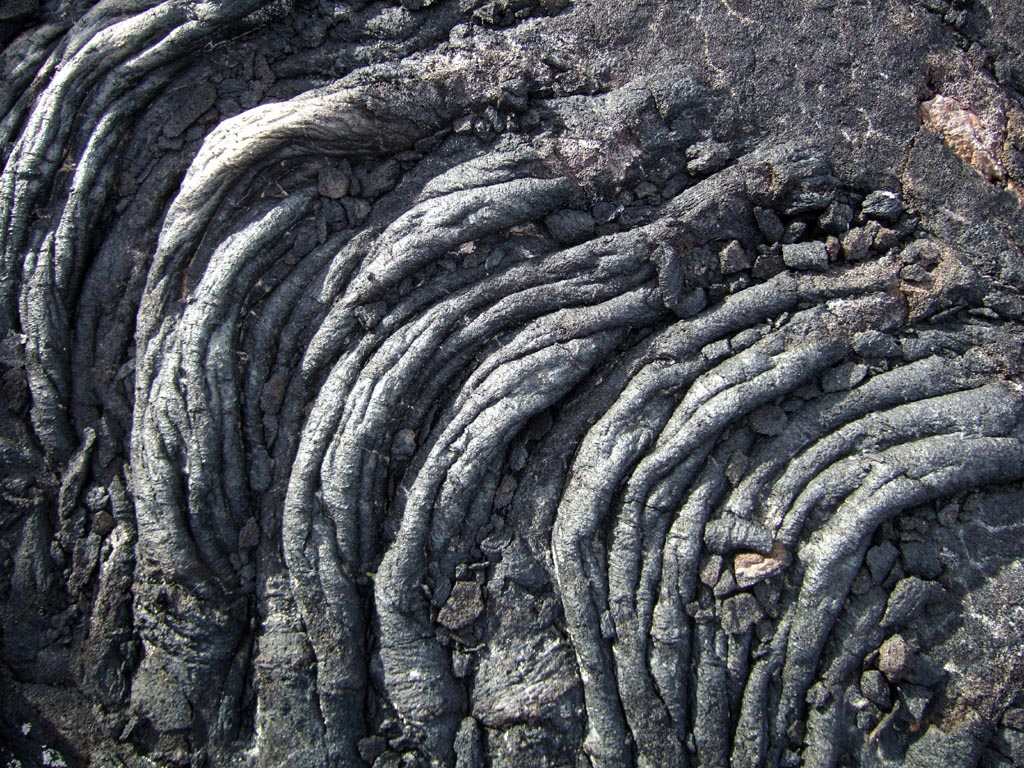
Coulée de lave cordée à La Palma, dans les îles Canaries.

La lave pāhoehoe, terme hawaïen signifiant « rivière de satin » en raison des teintes brillantes fréquemment prises une fois refroidie, est un type de lave, généralement basaltique, parfois carbonatique, partiellement dégazée, très pauvre en silice et à très haute température, typiquement de 1 100 à 1 200 °C, ce qui lui confère une très grande fluidité. Sa grande plasticité modèle fréquemment sa surface en fusion sous forme de boudins parallèles de plus ou moins grande dimension, lui donnant alors l'aspect d'un amoncèlement de coussins ou d'un amas de cordes plissées, d'où son nom de « lave cordée ».

## Galerie

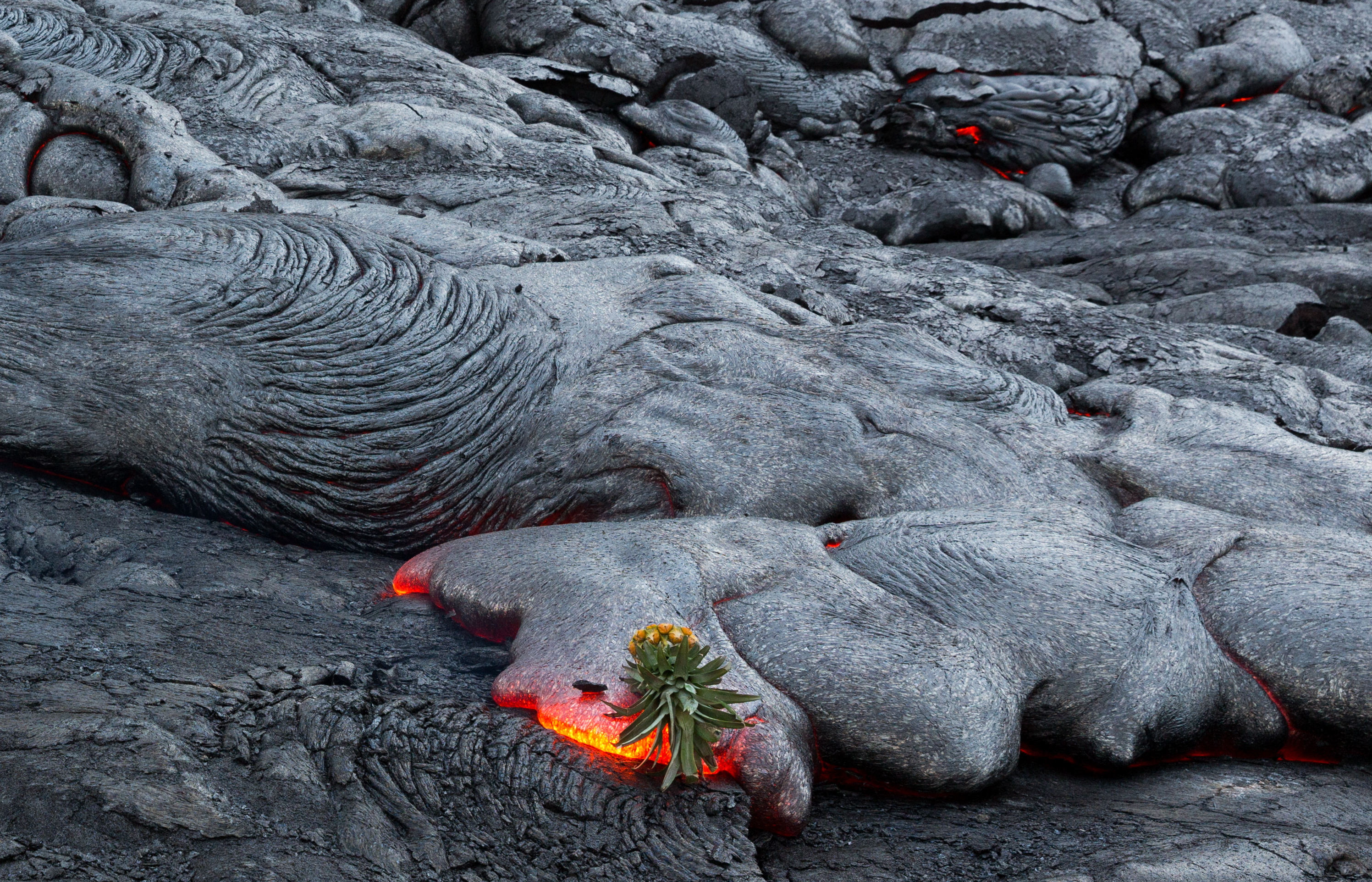
Progression d'une coulée de pāhoehoe en lobes[1] sur le Kīlauea.
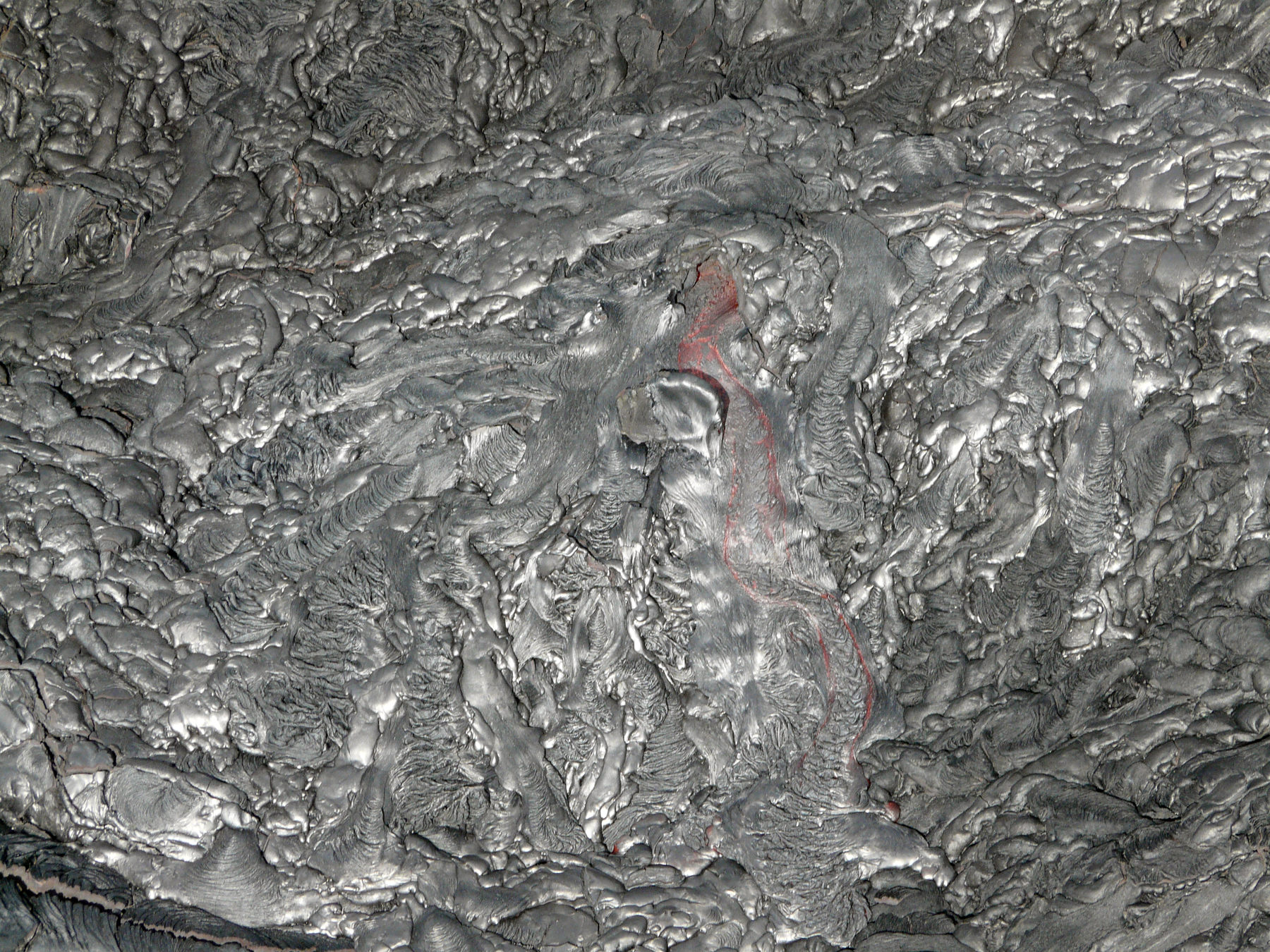
Vue aérienne d'un épanchement de lave pāhoehoe sur le Puʻu ʻŌʻō.